# Rozvadov
Rozvadov è un comune della Repubblica Ceca facente parte del distretto di Tachov, nella regione di Plzeň.